# Scott Pilgrim a világ ellen
A Scott Pilgrim a világ ellen (eredeti cím: Scott Pilgrim vs. The World) 2010-ben bemutatott amerikai-brit-japán-kanadai fantasy vígjáték Edgar Wright rendezésében. A címszerepben Michael Cera látható.

## Cselekmény
A címszereplő Scott Pilgrim teljesen átlagos srác. Szeret zenélni és ennek megfelelően egy rockbandában játszik. Másik jellemző vonása, hogy gyakran cserélgeti barátnőit, míg egyik nap meg nem találja az igazit. Ahhoz szerelmük beteljesedhessen, Scottnak le kell győznie a lány hét exét, akik különlegesebbnél különlegesebb képességekkel rendelkeznek. Végül számos erőfeszítésének köszönhetően sikerül legyőznie ellenfeleit, ő és Ramona szerelme végre beteljesedhet.

## Szereplők
| Szerep                  | Színész                 | Magyar hang        |
| ----------------------- | ----------------------- | ------------------ |
| Scott Pilgrim           | Michael Cera            | Molnár Levente     |
| Ramona Flowers          | Mary Elizabeth Winstead | Molnár Ilona       |
| Wallace Wells           | Kieran Culkin           | Berkes Bence       |
| Penge Chau              | Ellen Wong              | Tamási Nikolett    |
| Stephen Stills          | Mark Webber             | Hamvas Dániel      |
| Kim Pine                | Alison Pill             | Csuha Bori         |
| Kis Neil                | Johnny Simmons          | Előd Botond        |
| Natalie V. "Envy" Adams | Brie Larson             | Bogdányi Titanilla |
| Stacey Pilgrim          | Anna Kendrick           | Kardos Eszter      |
| Julie Powers            | Aubrey Plaza            | Vadász Bea         |
| Gideon Gordon Graves    | Jason Schwartzman       | Markovics Tamás    |
| Matthew Patel           | Satya Bhabha            | Baráth István      |
| Lucas Lee               | Chris Evans             | Varga Rókus        |
| Todd Ingram             | Brandon Routh           | Seder Gábor        |
| Roxanne "Roxie" Richter | Mae Whitman             | Solecki Janka      |
| Kyle Katayanagi         | Shota Saito             | Nem szólal meg     |
| Ken Katayanagi          | Keita Saito             | Nem szólal meg     |
| Másik Scott             | Ben Lewis               | Joó Gábor          |
| Crash                   | Erik Knudsen            | Joó Gábor          |
| Michael Comeau          | Nelson Franklin         | Pálmai Szabolcs    |
| Jimmy                   | Kerr Hewitt             | Morvay Gábor       |
| Monique                 | Ingrid Haas             | Pupos Tímea        |
| Sandra                  | Kristina Pesic          | Nádorfi Krisztina  |